# Zentrum für verfolgte Künste
Het Zentrum für verfolgte Künste (Nederlands: Centrum voor vervolgde kunst) is een sinds 2015 in Solingen gevestigd museum dat zich richt op kunstenaars die moeilijk tot bloei konden komen binnen dictaturen en autoritaire regimes. Hierbij kan bijvoorbeeld gedacht worden aan Entartete Kunst uit de nazi-tijd. Door de focus op vervolgde kunst en kunstenaars, wordt het museum wel beschreven als de enige in haar soort.

## Oprichting
Hoewel het museum pas in 2015 is opgericht, kwam het plan een dergelijk centrum op te richten al in de jaren 1990 naar voren. In 2014 fuseerden de Bürgerstiftung für verfemte Künste en Else Lasker-Schüler-Stiftung für verbrannte und verbannte Dichter / Künstler:innen. Beide stichtingen namen een eigen collectie mee, de Burgerstichting een verzameling van Gerhard Schneider, een kunstverzamelaar die vooral actief was in de 20ste eeuw, en de Else Lasker-stichting een collectie over Jürgen Serke, een schrijver die onder meer Die verbrannten Dichter schreef. Op 1 januari 2015 werd het museum dan geopend. Het werd gevestigd in het Gräfrather Rathaus, het gemeentehuis van een voormalige gemeente die tegenwoordig onderdeel is van Solingen.
Begin 2023 bleek het Rathaus herzien te moeten worden. Er werden daarop plannen gemaakt om de gehele huisvesting voor 28 miljoen euro om te gooien en duurzamer te maken.

## Collectie
De collectie van het centrum richt zich op de 20e eeuw, met een zwaartepunt in de periode van het nazisme, van 1933-1945. De collectie bevat tekeningen van Else Lasker-Schüler. Er zijn daarnaast ook stukken van Erich Mühsam, Ernst Toller, Irmgard Keun en Felix Nussbaum. De collectie is dan ook breed en bevat niet enkel schilderijen, maar ook teksten. Het museum heeft zo'n 3.500 stukken in bezit.
Er zijn naast de vaste collectie ook een reeks tijdelijke tentoonstellingen geweest. Deze focusten onder meer op:
- Joachim Ringelnatz (2016)[7]
- Herta Müller (2019)[8]
- Toni Ebel (2023)[9]